# Francesca Albanese
Pour les articles homonymes, voir Albanese.
Francesca Paola Albanese, née le 30 mars 1977 à Ariano Irpino (Campanie), est une juriste et chercheuse italienne, spécialisée en droit international. Le 1er mai 2022, elle est nommée rapporteuse spéciale des Nations unies sur les territoires palestiniens, pour un mandat de trois ans, puis confirmée dans cette fonction jusqu'en 2028.

## Biographie
Francesca Albanese naît le 30 mars 1977 à Ariano Irpino, dans la région de Campanie, en Italie. 
Francesca Albanese naît le 30 mars 1977 à Ariano Irpino, dans la région de Campanie, en Italie du sud.  
Elle est titulaire d’un diplôme complet en droit (« laurea magistrale » en « giurisprudenza »), diplôme italien de second cycle (5 ans) donnant accès aux professions juridiques, obtenu à l’université de Pise,  
ainsi que d’un master en droits de l’homme délivré par la SOAS de Londres. Elle termine son doctorat en droit international des réfugiés à la faculté de droit de l'université d'Amsterdam. Elle est chercheuse affiliée à l'Institut pour l'étude des migrations internationales (en) de l'université de Georgetown, conseillère principale sur les migrations et les déplacements forcés auprès de l'organisation à but non lucratif Arab Renaissance for Democracy and Development (ARDD) et chercheuse à l'Institut international d'études sociales (en) de l'université Érasme de Rotterdam où elle a cofondé le Réseau mondial sur la question de la Palestine (GNQP), une coalition de professionnels et d'universitaires renommés engagés en Israël et en Palestine ou sur cette question. 
En 2020, elle rédige, avec Lex Takkenberg, l'ouvrage Palestinian Refugees in International Law.
Francesca Albanese a travaillé pendant une décennie en tant qu'experte en droits de l'homme pour l'Organisation des Nations unies (ONU), notamment le Haut-Commissariat des Nations unies aux droits de l'homme et l'Office de secours et de travaux des Nations unies pour les réfugiés de Palestine dans le Proche-Orient. Au cours de cette période, elle a conseillé l'ONU, les gouvernements et la société civile au Moyen-Orient, en Afrique du Nord et dans la région Asie-Pacifique sur les droits de l'homme, leur application et les normes, en particulier pour les groupes vulnérables tels que les réfugiés et les migrants.
Elle donne des cours sur le droit international et les déplacements forcés dans des universités européennes et arabes, ainsi que des conférences et des événements publics sur le conflit israélo-palestinien.
Le 18 octobre 2022, Francesca Albanese recommande dans son premier rapport que les États membres de l'ONU élaborent « un plan pour mettre fin à l'occupation coloniale israélienne et au régime d'apartheid ». Le rapport conclut : « Les violations décrites dans le présent rapport mettent en évidence la nature de l'occupation israélienne, à savoir un régime intentionnellement acquisitif, ségrégationniste et répressif conçu pour empêcher la réalisation du droit du peuple palestinien à l'autodétermination ».
Francesca Albanese est mariée et mère de deux enfants.

## Rapporteure spéciale des Nations unies sur les territoires palestiniens occupés
Le 1er mai 2022, elle est nommée rapporteuse spéciale des Nations unies sur les territoires palestiniens, pour un mandat de trois ans,. Cette nomination, la deuxième Italienne (après Giorgio Giacomelli (en)) et la première femme à occuper ce poste, suscite une controverse en raison de ses déclarations passées. Elle avait critiqué l'inaction des pays occidentaux au moment de l'offensive israélienne de 2014 sur la bande de Gaza, décrivant les États-Unis comme « subjugués par le lobby juif » et l'Europe par un « sentiment de culpabilité à l'égard de l'Holocauste », arguant que tous deux « condamnent les opprimés » dans le conflit. Elle avait ensuite reconnu un « choix des mots inapproprié » et avoir voulu désigner les lobbys pro-israéliens aux États-Unis.
Elle déclare qu'elle n'est pas antisémite et que sa critique d'Israël (en) est liée à l'occupation des territoires palestiniens. En décembre 2022, soixante-cinq spécialistes de l'antisémitisme, de l'Holocauste et des études juives (en) déclarent : « Il est évident que la campagne contre [Albanese] ne vise pas à combattre l'antisémitisme actuel. Il s'agit essentiellement d'efforts visant à la réduire au silence et à saper son mandat en tant que haut fonctionnaire de l'ONU chargé de rendre compte des violations des droits de l'homme et du droit international commises par Israël ».
En janvier 2023, une déclaration de 116 organisations de défense des droits de l'homme et de la société civile, d'institutions universitaires et de groupes salue les « efforts inlassables de Mme Albanese pour protéger les droits de l'homme dans les TPO [Territoires palestiniens occupés] et pour sensibiliser aux violations quotidiennes alarmantes des droits des Palestiniens ». En février 2023, un groupe bipartisan de 18 membres du Congrès des États-Unis demande que Francesca Albanese soit démise de ses fonctions, affirmant qu'elle avait fait preuve d'un parti pris constant contre Israël.
En avril 2023, Francesca Albanese reçoit le prix international Stefano Chiarini (it) (en italien : Premio Internazionale Stefano Chiarini) en reconnaissance de son travail journalistique sur la Palestine et le Moyen-Orient,.
Alors que les efforts se poursuivent pour que Francesca Albanese soit démise de ses fonctions Amnesty International Italie publie, le 26 avril 2023, une lettre de soutien signée par des dizaines de groupes de défense des droits, de députés, de juristes et d'universitaires italiens. Le 27 avril, trois anciens titulaires du poste exhortent publiquement l'ONU à défendre Francesca Albanese et déclarent qu'elle avait été « la cible d'attaques calomnieuses » et « personnelles ». Le « 3 mai », Francesca Albanese tweete qu'elle a « vu trop de morts [de Palestiniens], trop d'arbitraire, zéro responsabilité » et qu'elle avait été accusée de s'être attaquée à ces abus.
En juillet 2023, lors de la 30e réunion de la 53e session ordinaire du Conseil des droits de l'homme des Nations unies, Francesca Albanese présente un rapport accusant Israël de transformer la Cisjordanie en une prison à ciel ouvert. Le rapport indique que depuis 1967, plus de 800 000 Palestiniens, dont des enfants de douze ans, ont été arrêtés et détenus par les autorités israéliennes. Lors d'un briefing avec les journalistes, Francesca Albanese déclare : « Il n'y a pas d'autre façon de définir le régime qu'Israël a imposé aux Palestiniens - qui est un apartheid par défaut - qu'une prison à ciel ouvert ». Israël n'était pas présent lors de la présentation mais a rejeté les conclusions,,.
En décembre 2023, après la publication du livre J'accuse, le centre Wiesenthal appelle les Nations unies à « destituer Francesca Albanese, à évaluer les dommages qu’elle a causés, y compris son incitation implicite à la haine et à la violence, et d’enquêter sur ses activités. »
Durant la guerre à Gaza depuis 2023, Francesca Albanese appelle à un cessez-le-feu immédiat, avertissant que « les Palestiniens courent le grave danger d'un nettoyage ethnique de masse ». Elle déclare également que la communauté internationale doit « prévenir et protéger les populations des crimes d'atrocité », et que « la responsabilité des crimes internationaux commis par les forces d'occupation israéliennes et le Hamas doit également être immédiatement recherchée »,,.
Le 25 mars 2024, Francesca Albanese publie un rapport intitulé Anatomie d'un génocide : elle y affirme qu’il existe des « motifs raisonnables » de croire qu’Israël a commis plusieurs actes de génocide dans la bande de Gaza,,. Elle se dit victime de nombreuses menaces depuis le début de sa mission d’élaboration d’un rapport sur la guerre israélienne contre Gaza.
Le gouvernement israélien désigne Francesca Albanese persona non grata en Israël et lui interdit d'entrer dans le pays à la suite de la publication de son rapport en octobre 2024, l'accusant de « haine » et de « propos antisémites ».
Fin mars-début avril 2025, plusieurs États (États-Unis, Israël, Pays-Bas, Argentine, Hongrie), 42 députés de la coalition gouvernementale française (dont l'ancien ministre de l'Économie, Antoine Armand) et plusieurs organisations (dont UN Watch, le Congrès juif mondial, l'Anti-Defamation League, l'American Jewish Committee et le CRIF) s'opposent au renouvellement de son mandat, qui est tout de même acté par le Conseil des droits de l'homme des Nations unies le 4 avril, ce qui prolonge ses fonctions jusqu'en 2028.
Les États-Unis annoncent en juillet 2025 des sanctions inédites contre Francesca Albanese, l'accusant « activités partiales et malveillantes », « d’antisémitisme décomplexé » et de « soutien au terrorisme ». Francesca Albanese avait présenté en juillet au Conseil des droits de l’homme des Nations unies un rapport dans lequel étaient étudiés « les mécanismes des entreprises qui soutiennent le projet colonial israélien de déplacement et de remplacement des Palestiniens ». En février, elle avait également dénoncé un projet d’occupation de la bande de Gaza et de déplacement de sa population, annoncé par Donald Trump, comme « illégal » et « complètement absurde ». Le Haut-Commissaire de l'ONU aux droits de l'homme, Volker Türk, appelle Washington à lever ses sanctions contre Francesca Albanese et à cesser « les attaques et les menaces » à l'encontre des personnes nommées par l'ONU ou par la Cour pénale internationale.

## Anatomie d'un génocide

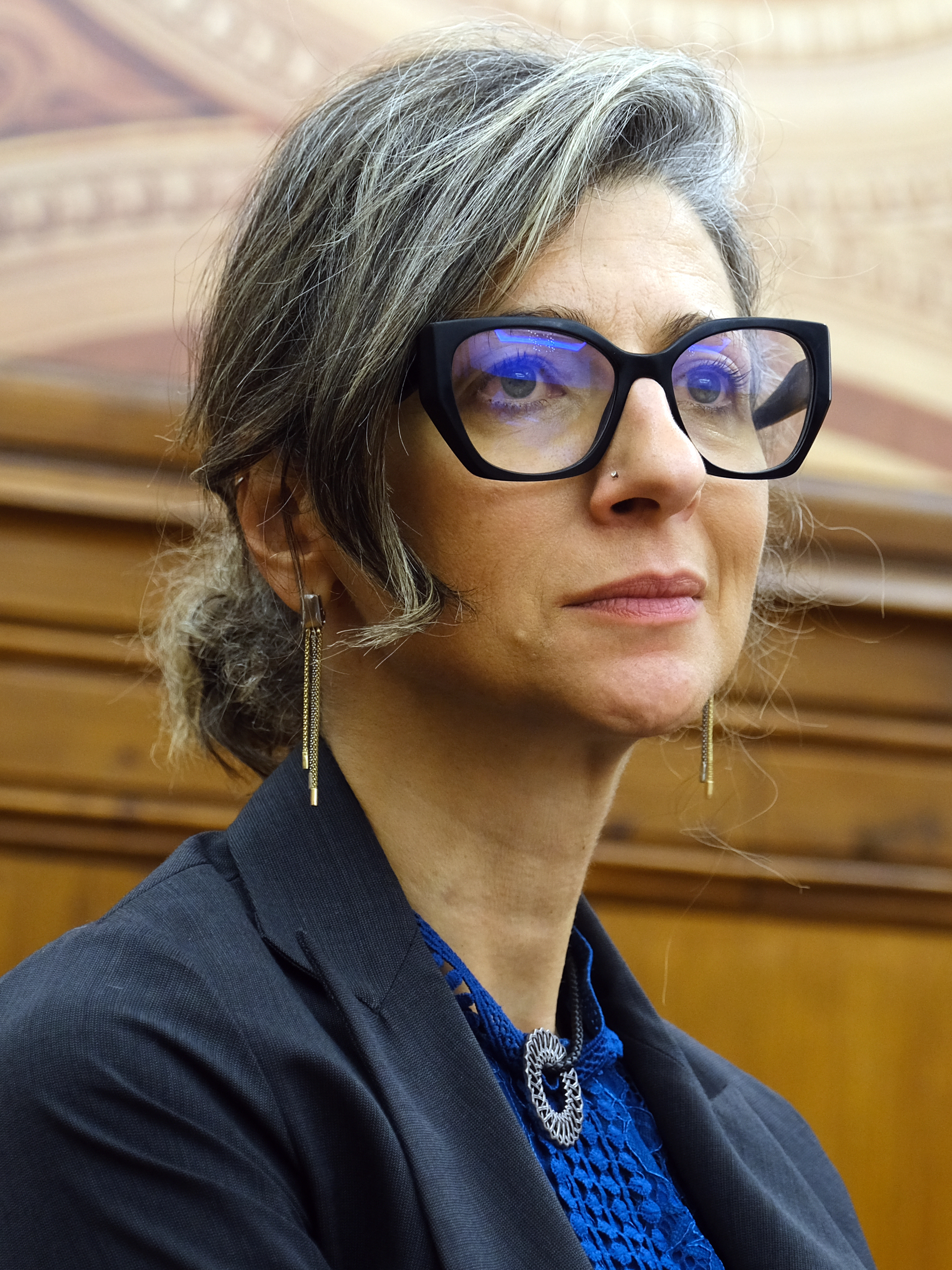
Francesca Albanese en 2024.

Le texte distingue trois actes de génocide qui auraient été commis contre les Palestiniens, et qui comptent parmi les cinq actes inscrits dans la Convention pour la prévention et la répression du crime de génocide de 1948 : le meurtre direct des membres du groupe ; les dommages physiques ou psychiques causés aux membres du groupe ; « la soumission intentionnelle du groupe à des conditions d’existence devant entraîner sa destruction physique totale ou partielle ».
Le rapport évoque aussi un « nettoyage ethnique » de Gaza. Des civils qui, obéissant aux ordres d'évacuation, s'étaient déplacés vers le sud de la bande de Gaza, ont été néanmoins tués. Ce constat, associé aux propos de dirigeants israéliens planifiant le déplacement massif de Palestiniens hors de Gaza et le remplacement de ces habitants par des colons israéliens, « conduisent raisonnablement à déduire que les ordres d’évacuation et les zones de sécurité ont été utilisés comme des outils génocidaires pour parvenir à un nettoyage ethnique », selon le rapport.
Les autorités israéliennes ayant affirmé leur respect du droit international humanitaire dans leur conduite de la guerre, Francesca Albanese déclare que l’État hébreu a « invoqué ce droit comme un « camouflage humanitaire » afin de légitimer la violence génocidaire qu’il déploie à Gaza ». Le rapport accuse les dirigeants israéliens d’avoir dans les faits traité « un groupe entier » comme s'il était « terroriste » ou « soutenant le terrorisme », pour « transformer ainsi tout et tout le monde en cible ou en dommages collatéraux ».
Le rapport recommande aux États de mettre en place un embargo sur les armes contre Israël, d'instaurer un cessez-le-feu à Gaza, et de protéger l'enclave palestinienne en y envoyant une force internationale. Il recommande aussi de poursuivre le soutien financier à l'UNRWA. L'Union européenne est appelée à suspendre son accord d'association avec Israël.

### Pertes humaines
Concernant le premier acte de génocide présumé, le rapport fait état en mars 2024 de « plus de 30 000 morts, 12 000 disparus (sous les décombres) et 71 000 blessés graves. 70 % des personnes tuées à Gaza sont des femmes et des enfants, selon les chiffres du ministère de la santé du Hamas ». Quant aux 30 % de morts restants - des hommes - Israël n'a pas fourni les preuves permettant d'établir que ces victimes masculines étaient armées. Le rapport invoque le blocus de la bande de Gaza pratiqué par Israël qui a entraîné des morts dues à la famine. Il se réfère aux bombardements de la bande de Gaza qui ont conduit au largage, dans les premières semaines de la guerre, de l'équivalent de deux bombes nucléaires.

### Atteintes à l'intégrité physique ou mentale
Le blocus de la bande de Gaza par Israël a mis en danger la santé des Palestiniens, en raison de l'absence d'approvisionnement en médicaments et en désinfectants. Des opérations sans anesthésie ont dû être pratiquées, y compris des amputations sur des enfants.
Des milliers d'hommes et de jeunes garçons palestiniens ont été emprisonnés par Israël selon le rapport ; ces détentions se sont accompagnées dans un grand nombre de cas de mauvais traitements, d'actes de torture, qui ont provoqué des « incapacités à long terme », et parfois la mort.

### Conditions de vie devant entraîner la destruction du groupe
Priver un groupe des moyens de se perpétuer - même sans porter atteinte directement aux membres du groupe - constitue un acte de génocide. Relèvent de ce type d'action, selon le rapport, les destructions dans les opérations militaires israéliennes des hôpitaux, des terres agricoles, du bétail, des équipements de pêche, des moyens de télécommunication, des établissements d'enseignement et du patrimoine culturel palestinien.
Le rapport relève des déclarations publiques de responsables israéliens comme celle du ministre de la Défense israélien, Yoav Gallant, qui avait assumé le 9 octobre 2023 le fait qu'un « siège complet » de Gaza tel qu'il le mettrait en œuvre signifiait qu'il n'y aurait « pas d'électricité, pas de nourriture, pas d'eau, pas de carburant », ou le propos semblable d'Israël Katz, alors ministre de l'Énergie, le 12 octobre 2023.
Le rapport de Francesca Albanese a été « élaboré à partir des données provenant d'organisations présentes à Gaza et d'entretiens avec des experts et des civils », puisqu'elle n'est pas autorisée par Israël à se rendre dans l'enclave palestinienne.
Les autorités israéliennes ont nié l'ensemble des faits évoqués dans le rapport, ou ont fourni des justifications fondées sur les nécessités imposées par le terrain, et accusé Francesa Albanese de chercher à délégitimer l'existence d'Israël.

## Publications
- (it) Francesca Albanese et Christian Elia, J'accuse : Gli attacchi del 7 ottobre, Hamas, il terrorismo, Israele, l'apartheid in Palestina e la guerra, Fuoriscena, 2023, 176 p. (ISBN 979-1-2225-0002-7).
- (en) Francesca Albanese et Alex Takkenberg, Palestinian Refugees in International Law, Oxford University Press, 2010 (ISBN 978-0-1987-8405-0).